# Finisterre (gruppo musicale)
Finisterre è un gruppo musicale italiano di Genova attivo dal 1993. Fin dalla nascita la band ha proposto una musica oltre i confini intrecciando stili diversi in crossover tra loro; prog, psichedelia, classica, post-rock, jazz, pop sono alcune delle influenze che si stemperano in atmosfere ambient, citazioni di musica contemporanea e sfumature minimaliste.
I Finisterre hanno realizzato cinque album in studio e due dal vivo calcando i palchi dei più importanti festival internazionali di musica progressive e suonando in Italia, Francia, Belgio, Spagna, Stati Uniti e Messico.

## Storia del gruppo

### Gli inizi
Il gruppo si forma nell'aprile 1993 sulla ceneri di una precedente band denominata Calce & Compasso. Nella loro prima incarnazione i Finisterre comprendono Fabio Zuffanti (basso, voce), Stefano Marelli (chitarre, voce), Boris Valle (tastiera), Davide Laricchia (batteria, voce) e Sergio Grazia (flauto). All'inizio del 1994 la formazione registra un demo-tape contenente due brani (Asia e Cantoantico) e pochi mesi dopo Laricchia lascia il gruppo sostituito da Marco Cavani. Nell'agosto dello stesso anno i Finisterre vengono messi sotto contratto dall'etichetta Mellow Records e registrano il loro primo album omonimo che uscirà a dicembre.

### Dopo il primo disco
Nel 1995 Sergio Grazie e Marco Cavani abbandonano il gruppo sostituiti da Francesca Biagini e Marcello Mazzocchi. Nel 1996, sempre per la Mellow Records registrano il secondo album, In Limine. A fine anno Marcello Mazzocchi lascia il gruppo sostituito da Andrea Orlando (proveniente dalla band dark-prog Malombra)

### All'estero
A inizio 1997 Francesca Biagini abbandona il gruppo sostituita da Marco Moro. Nell'estate i Finisterre suonano per la prima volta all'estero: in Francia (Proglive) e negli USA (al Progday). Nel frattempo anche Marco Moro ha abbandonato e quindi la band reintegra in formazione Sergio Grazia, flautista già presente nel primo album che poi abbandonerà definitivamente al termine di questi concerti. A settembre esce il disco dal vivo (registrato durante concerti effettuati in Italia e Francia) Ai margini della terra fertile per la Mellow Records.

### In Ogni Luogo
A inizio 1998 il gruppo lascia la Mellow Records e firma con una nuova etichetta denominata Iridea Records. Nella primavera registra il nuovo album che segna un cambio nel suono della band, con la rinuncia all'apporto del flauto e l'inserimento di una cantante (la cantautrice Francesca Lago) per interpretare due brani presenti nel nuovo album: In ogni luogo, registrato negli studi Registrazioni Moderne di Milano con la produzione di Roberto Colombo. Nel 1999 Boris Valle abbandona sostituito da Agostino Macor.

### Gli anni 2000
Nel 2000 il gruppo effettua concerti in Italia e Spagna. A settembre entra in formazione la cantante Raffaella Callea. Nello stesso anno esce Live at Progday 1997, edizione limitata a 500 copie per la Proglodite Records della registrazione del concerto in North Carolina. Nel 2001 esce per Moonjune Records Storybook, ristampa di Live at Progday con un pezzo aggiuntivo, e i Finisterre effettuano una tournée in Messico. Pochi mesi dopo l'attività musicale della band viene temporaneamente sospesa, in questo frangente Raffaella Callea e Andrea Orlando abbandonano.
L'anno successivo il gruppo riprende a lavorare a tempo pieno. Boris Valle torna in pianta stabile affiancando con il suo pianoforte Macor alle tastiere. L'altro ritorno che si registra è quello del batterista Cavani (già presente del primo CD). La ripresa delle attività viene festeggiata con un concerto speciale nell'ottobre 2002 a Milano. Qualche mese dopo la band firma un contratto con la nuova etichetta di Franz Di Cioccio (PFM). Nel novembre 2004 esce il nuovo cd La meccanica naturale, prodotto da Di Cioccio.
Tra il 2004 e il 2006 i Finisterre effettuano vari concerti interrompendo poi le attività a partire dal 2007, con i singoli componenti dediti alle proprie carriere soliste. Nel 2008 alcuni membri della band danno allora vita al progetto Rohmer pubblicando l'album omonimo.

### Il ritorno sulle scene
Riformatisi in occasione della Z-Fest della primavera 2017 (circostanza nella quale rientra in formazione il batterista Andrea Orlando) la band torna alla piena attività discografica nel 2019 con Finisterre XXV, ri-registrazione in studio del primo album omonimo atta a festeggiarne il venticinquennale dall'uscita.

## Formazione
- Stefano Marelli - voce, chitarra
- Boris Valle - pianoforte, piano elettrico, organo
- Fabio Zuffanti - basso, cori
- Agostino Macor - sintetizzatori, mellotron, glockenspiel, fuzz organ
- Andrea Orlando - batteria, percussioni

## Discografia

### Album studio
- 1994: Finisterre (CD+2LP, Mellow Records)
- 1996: In limine  (CD, Mellow Records)
- 1999: In ogni luogo (CD, Iridea Records)
- 2004: La meccanica naturale (CD, Immaginifica)
- 2019: Finisterre XXV (CD+2LP, AMS Records)

### Live
- 1998: Live - Ai margini della terra fertile (CD, Mellow Records)
- 2000: Live at Progday (CD, Proglodite Records)
- 2001: Storybook (ristampa di Live at Progday) (CD, Moonjune records)

### Raccolte
- 2002: Harmony of the spheres (2CD, Mellow Records)
- 2014: Memoirs (CD, Mellow Records)